# Selecționata de fotbal a Bretaniei
Selecționata de fotbal a Bretanei reprezintă regiunea franceză Bretania în fotbalul internațional și este controlată de Asociația de Fotbal din Bretania. Nu este afiliată nici la FIFA și nici la UEFA. Are o arie mare de selecție , având posibilitatea de a selecționa jucători din trei divizii, unii experimentați cum ar fi Stéphane Guivarc'h, câștigător al Campionatului Mondial de Fotbal 1998 cu echipa națională de fotbal a Franței.

## Meciuri
| Data              | Stadion          |           | Adversar                   | Scor            |
| ----------------- | ---------------- | --------- | -------------------------- | --------------- |
| 12 martie 1922    | Rennes           | Bretania  | Luxemburg                  | 1 - 0           |
| 11 februarie 1923 | Esch-sur-Alzette | Luxemburg | Bretania                   | 1 - 4           |
| 1 noiembrie 1923  | Rennes           | Bretania  | Norvegia                   | 1 - 5           |
| 23 martie 1924    | Rennes           | Bretania  | Luxemburg                  | 1 - 1           |
| 22 februarie 1925 | Luxembourg       | Luxemburg | Bretania                   | 1 - 1           |
| 10 aprilie 1938   | Brest            | Bretania  | Germania XI                | called-off      |
| 23 aprilie 1939   | Brest            | Bretania  | Luxemburg                  | 3 - 1           |
| 30 decembrie 1988 | Brest            | Bretania  | Statele Unite ale Americii | 6 - 2 (in sala) |
| 21 mai 1998       | Rennes           | Bretania  | Camerun                    | 1 - 1           |
| 25 mai 1999       | Nantes           | Bretania  | Republica Irlanda          | anulat          |
| 30 mai 2000       | Nantes           | Bretania  | România                    | anulat          |
| 20 martie 2001    | Angers           | Bretania  | Cuba                       | anulat          |
| 22 mai 2001       | Lorient          | Bretania  | Maroc                      | anulat          |
| 31 august 2001    | Lorient          | Bretania  | Letonia                    | anulat          |
| iunie 2003        | -                | Bretania  | Noua Zeelandă              | anulat          |
| 20 mai 2008       | Saint-Brieuc     | Bretania  | Congo                      | 3 - 1           |
| 19 mai 2010       | Ajaccio          | Corsica   | Bretania                   | 2 - 0           |
| 21 mai 2010       | Bastia           | Bretania  | Togo                       | 2 - 1           |
| 1 iunie 2011      | Saint-Nazaire    | Bretania  | Kosovo                     | -               |
| 4 iunie 2011      | Beirut           | Liban     | Bretania                   | -               |

## Jucători
| - Pierre-Yves André (1998) - Olivier Baudry (1998) - Philippe Billy (2008) - Jean-Pierre Bosser (1988) - Bernard Bouger (1998) - Yohann Boulic (2008) - Philippe Brinquin (1998) - Mickaël Buzaré (2008) - Joël Cloarec (1988) - Patrick Colleter (1988) - Pierre-Yves David (1998, 2000) - Thomas Deniaud (2000) - Loïc Druon (1998) - David Garcion (1998) - Fabrice Garin (2000, 2008) - Christian Gourcuff (1988) - Olivier Guegan (2008) - Frédéric Gueguen (1998) - Laurent Guyot (2000) - Nicolas Haquin (2008) - Laurent Hervé (2000, 2008) | - Tony Heurtebis (1998) - Laurent Huard (1998) - Gilles Kerhuiel (2000) - Jean-Yves Kerjean (1988) - Julien Lachuer (2008) - Yann Lachuer (2008) - Pascal Laguillier (1988) - Nicolas Laspalles (1998, 2000) - Serge Le Dizet (1998) - Stéphane Le Garrec (1988) - Paul Le Guen (1998) - Philippe Le Guern (1988) - Christophe Le Roux (1998) - Jérôme Lebouc (2008) - Eric Loussouarn (2000) - Corentin Martins (1988) - Pascal Mellaza (1988) - Claude Michel (1998) - Guillaume Moullec (2008) - Stéphane Pédron (1998) | - Romain Poletti (2008) - Yvon Pouliquen (1988) - Sylvain Prat (2000) - Erwan Quintin (2008) - Christophe Revel (2008) - Vincent Richetin (2008) - Fabien Robert (2008) - Lionel Rouxel (1998, 2000) - Ronan Salaün (1988) - Steve Savidan (2000) - Denis Stéphan (1988) - Pierre Talmont (2008) - Romain Thomas (2008) - Philippe Tibeuf (1988) - Laurent Viaud (1998) |

## Imagini

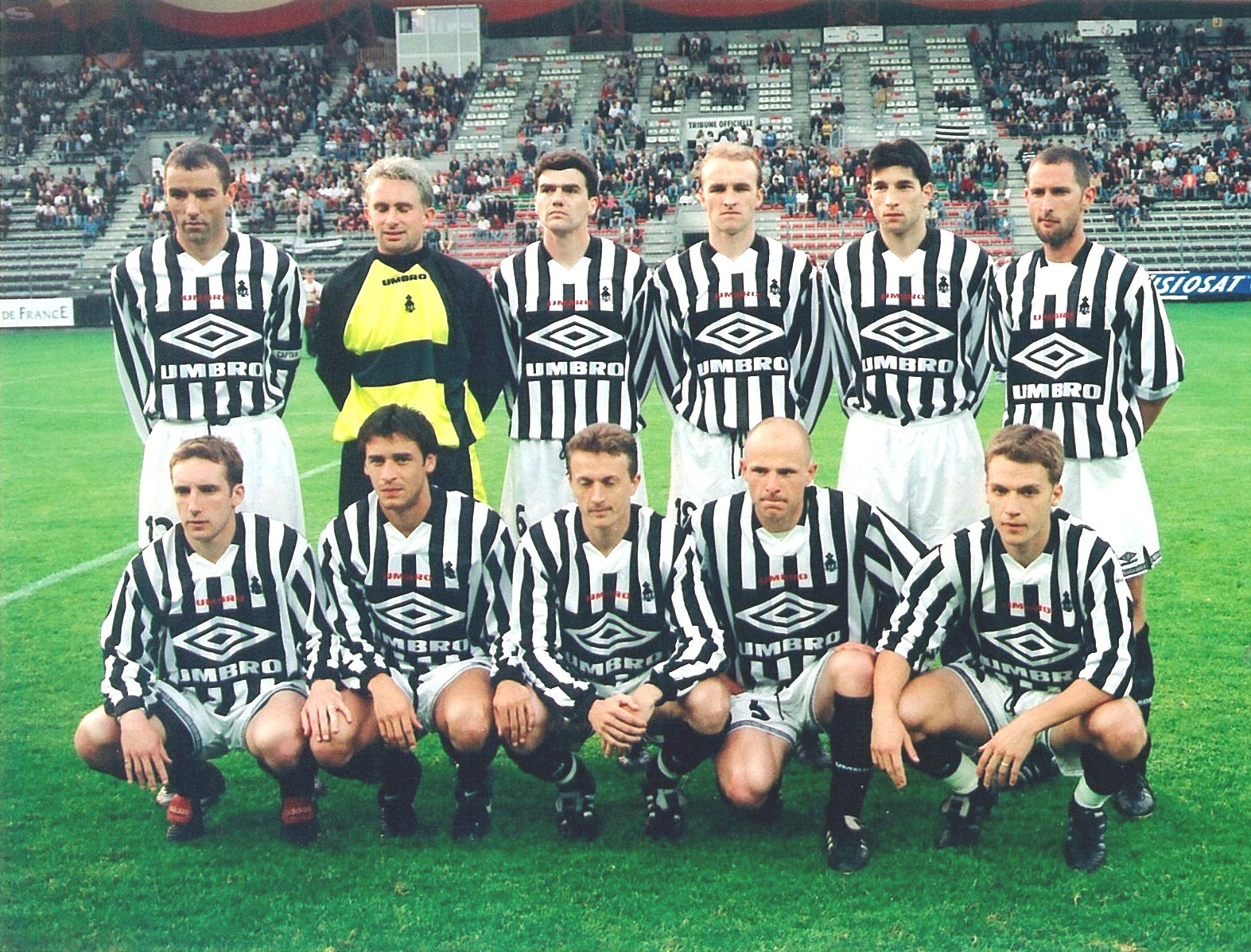
Bretania, avându-l ca căpitan pe Paul Le Guen, într-un meci cu Camerun din 1998
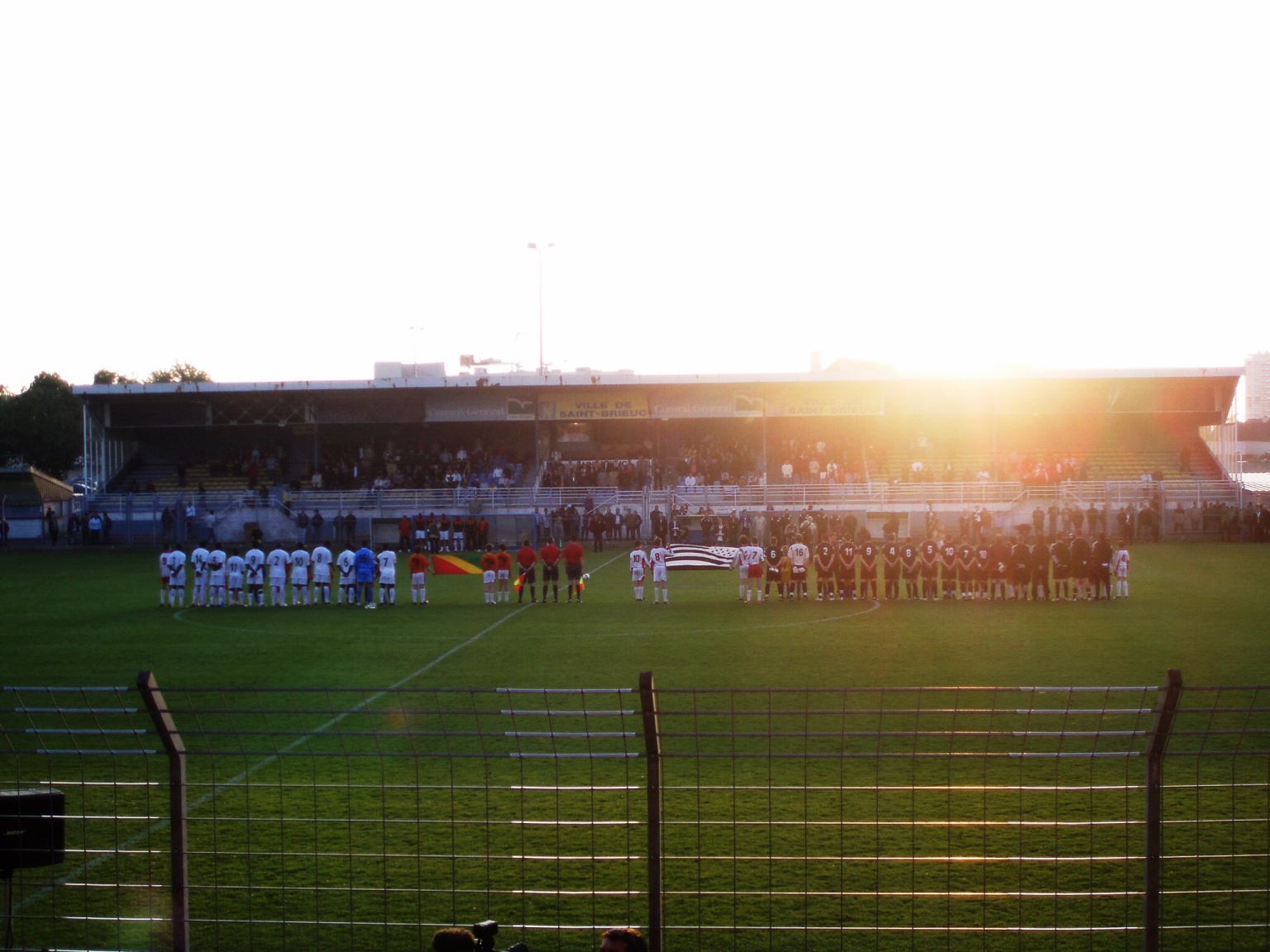
Bretania într-un meci cu Congo pe Stade Fred Aubert, Saint-Brieuc, în 2008